# Fernest Arceneaux
Fernest Arceneaux (n. 1940 - 2008) fue un acordeonista y cantante estadounidense de Zydeco, originario de Luisiana.

## Historial
Ciego de nacimiento, Arceneaux ha desarrollado su carrera con su grupo Hot August Knights, en el que se incluye el saxofonista John Hart, uno de los pilares del sonido de Clifton Chenier. Sus principales éxitos discográficos son los álbumes Creole Cruiser y Sauce piquante, ambos editados por el sello Black Top.

## Estilo
El estilo de Arceneaux está muy influenciado por el soul. A su vez, su influencia llega a alcanzar a algunos artistas básicos de ese género, como Ray Charles o Johnny Ace.